# Vladimir Shamenko
Vladimir Shamenko (Ucrania, 8 de agosto de 1972) es un gimnasta artístico ucraniano, medallista de bronce olímpico en 1996 en el concurso por equipos.

## 1996
En los JJ. OO. de Atlanta (Estados Unidos) gana el bronce en el concurso por equipos, tras Rusia (oro) y China (plata), siendo sus compañeros: Oleg Kosiak, Grigory Misutin, Ihor Korobchynskyi, Rustam Sharipov, Olexander Svitlichni y Yuri Yermakov.